# Team Knight Rider
A Knight Rider Team (TKR, Team Knight Rider) 1997-es akciófilm sorozat amely a David Hasselhoff-féle Knight Rider sorozat spin-offja.

## Történet
Az Alapítvány által létrehozott csoport küzd a bűnözők ellen, Michael Knight és KITT nyomdokain járva. A sorozat vége felé maga Michael Knight is feltűnik.

## Karakterek

### Knight Rider Team tagjai
- Kyle Stewart, volt CIA-ügynök és a TKR vezetője.
- Jenny Andrews, a Marine és Öböl-háború veteránja. Az egyik epizódban felvetődik a kérdés, hogy talán ő lehet Michael Knight lánya, de a válasz nem egyértelmű.
- Duke DePalma, egykori chicagói rendőr és volt bokszoló.
- Erica West, tolvaj, aki kapott egy második esélyt.
- Kevin "Trek" Sanders , fiatal műszaki zseni. A becenevét szüleitől kapta, akik nagy Star Trek rajongók voltak.

### Egyéb karakterek
- Gil, mechanikai vezető a Sky One fedélzetén.
- Clayton, főszakács a Sky One fedélzetén.
- JP Wyatt kapitány, a Sky One pilótája.
- Dr. Felson, a Sky One orvosa.
- Scott, a Sky One szerelője.
- Shadow, egy rejtélyes személy , aki információkat szolgáltat a csapatnak, végül kiderül, hogy ő KITT holografikus vetítése.

### Járművek
- Dante (DNT-1), egy módosított Ford Expedition sport haszonjármű, Kyle vezeti, annak ellenére, hogy teherautó nincs benne elég hely, hogy a TKR mobil parancsnoki központja legyen. Dante büszke brit módon fejezi ki magát, és nincsenek kétségei vannak afelől, hogy ő a vezető.
- Domino (DMO-1), egy átalakított Ford Mustang kabrió, Jenny vezeti. Ő is beszédes, és szereti a pletykákat, és ezzel bosszantja a többi TKR járművet.
- Attack Beast (BST-1), (Támadó szörnyeteg, Beast), egy átalakított Ford F-150, teljes méretű pickup teherautó és terepjáró képességgel, Duke vezeti. Beast makacs és agresszív, nehéz vele tárgyalni. Az egyetlen TKR-tag, Jenny akivel kenyérre lehet kenni, akit a legjobban kedvel.
- Kat (KAT-1), egy kettős high-tech motor egyik fele, Platónnal összekapcsolódva egy nagy sebességű és hihetetlen manőverezőképességű ikermotort alkotnak. Kat vezetője Erica, akivel teljesen ellentétes személyiségek. Kat mindig a vonatkozó szabályokra hivatkozik, Erica pedig fütyül a szabályokra.
- Plato (PLATO-1), az ikermotor másik fele. Vezetője, Trek. Plato szeret televíziós reklámok és a híres filmek idézeteivel előhozakodni, de ezeket általában csak Trek érti. Ezenkívül állandóan tényekkel, adatokkal és számokkal hozakodik elő.

### Egyéb járművek
- Sky One (SKY-1), egy masszív C5 katonai teherszállító repülőgép különleges függőleges fel- és leszállás képességgel. Sky One a TKR mobil bázisa.
- KRO , (Crow, KARR) KITT, 'gonosz ikertestvére', egy átalakított fekete Ferrari F355, vezetője, vagyis irányítója Martin Jantzen, aki KRO segítségével megölt öt embert.
- KA, a Knight Alpha rövidítése, egy jármű prototípusa.

## Szereplők
| Szerep               | Színész         | Magyar hang        |
| -------------------- | --------------- | ------------------ |
| Kyle Stewart         | Brixton Karnes  | Kautzky Armand     |
| Jenny Andrews        | Christine Steel | Náray Erika        |
| Duke DePalma         | Duane Davis     | Haás Vander Péter  |
| Erica West           | Kathy Trageser  | Kisfalvi Krisztina |
| Kevin 'Trek' Sanders | Nick Wechsler   | Széles Tamás       |
| Domino hangja        | Nia Vardalos    | Málnai Zsuzsa      |
| Plato hangja         | John Kassir     | Balázsi Gyula      |
| Dante hangja         | Tom Kane        | Németh Gábor       |
| Kat hangja           | Andrea Beutner  | Simorjay Emese     |
| Beast hangja         | Kerrigan Mahan  | Melis Gábor        |

## Epizódok
- 1x01 Bukott nemzet (Fallen Nation)
- 1x02 Az 5 Mester Rider (The Magnificent T.K.R.)
- 1x03 Rejtélyes egybeesés (The A List)
- 1x04 K.R.O. (K.R.O.)
- 1x05 Belső áruló (Inside Traitor)
- 1x06 Choctaw L-9 (Choctaw L-9)
- 1x07 A rettegés foka (Everything To Fear)
- 1x08 Az anyahajó (SkyOne)
- 1x09 A vasszűz (The Iron Maiden)
- 1x10 Egy kocsival talpon e vidéken (Oil And Water)
- 1x11 Te is fiam Dante (Et Tu Dante)
- 1x12 Amazonok szigete (The Bad Seed)
- 1x13 Kopogtat a múlt (Out Of The Past)
- 1x14 A mega man visszatér (The Return Of Megaman)
- 1x15 A leláncolt angyal (Angels In Chains)
- 1x16 A bérgyilkos (The Blonde Woman)
- 1x17 Az Xtaka erőd (The Ixtafa Affair)
- 1x18 Távol, mégis otthon (Home Away From Home)
- 1x19 Az EMP (EMP)
- 1x20 Az Apocalypse prófétája (Apocalypse Maybe)
- 1x21 Kém lányok (Spy Girls)
- 1x22 A végső összecsapás (Legion Of Doom)

## Fordítás
- Ez a szócikk részben vagy egészben  a   Team Knight Rider című angol Wikipédia-szócikk fordításán alapul.  Az eredeti cikk szerkesztőit annak laptörténete sorolja fel. Ez a jelzés csupán a megfogalmazás eredetét és a szerzői jogokat jelzi, nem szolgál a cikkben szereplő információk forrásmegjelöléseként.